# Белая Сора
Белая Сора — река в России, протекает в Междуреченском и большей частью в Грязовецком районах Вологодской области. Устье реки находится в 34 км по правому берегу реки Тутка от её устья, на границе с Солигаличским районом Костромской области. Длина реки составляет 30 км. Протекает по лесу. Крупнейший приток — Чёрная Сора (справа). Пересекает железную дорогу, в этом месте находится единственный населённый пункт на реке — Стеклянка.

## Данные водного реестра
По данным государственного водного реестра России относится к Верхневолжскому бассейновому округу, водохозяйственный участок реки — Кострома от истока до водомерного поста у деревни Исады, речной подбассейн реки — Волга ниже Рыбинского водохранилища до впадения Оки. Речной бассейн реки — (Верхняя) Волга до Куйбышевского водохранилища (без бассейна Оки).
По данным геоинформационной системы водохозяйственного районирования территории РФ, подготовленной Федеральным агентством водных ресурсов:
- Код водного объекта в государственном водном реестре — 08010300112110000011970
- Код по гидрологической изученности (ГИ) — 110001197
- Код бассейна — 08.01.03.001
- Номер тома по ГИ — 10
- Выпуск по ГИ — 0